# نشاط شمسي
نشاط شمسي

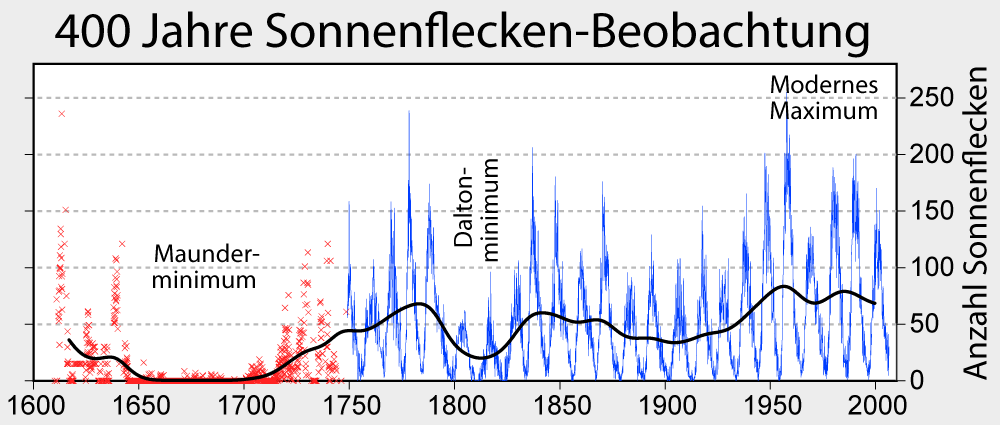
تغير أعداد البقع الشمسية في كل دورة منذ عام 1610.

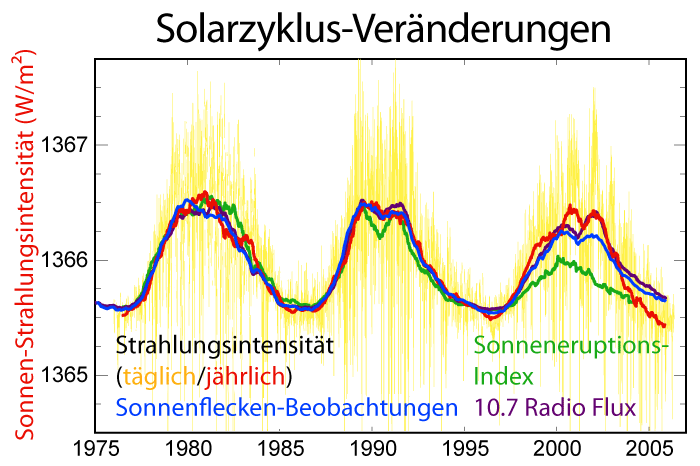
شدة اشعاع الشمس خلال النشاطات الشمسية منذ عام 1975 (أنظر أيضا فيض راديوي شمسي).

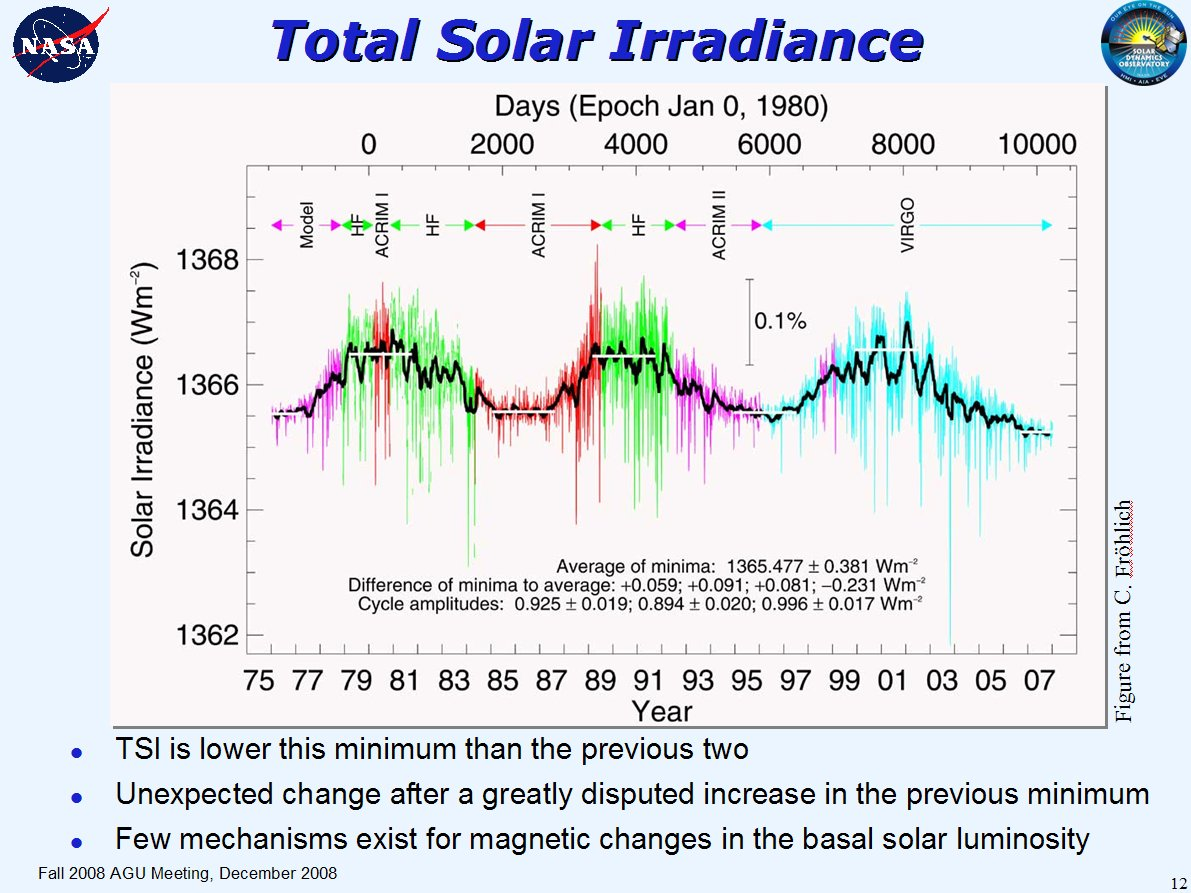
نصيب الأرض من الأشعة الشمسية عبر 3 دورات للنشاط الشمسي (منذ عام 1975). المحور العمودي بوحدة واط/متر مربع.

يقصد بالنشاط الشمسي تغيرات دورية في خواص الشمس ويكون مقترنا بأعاصير من غازاتها الساخنة وتغيرات مستمرة في مجالها المغناطيسي. ويظهر هذا النشاط الشمسي في زيادة واضحة للبقع الشمسية ومواقعها عبر الدائرة الاستوائية للشمس. وتبلغ دورة البقع الشمسية في المتوسط نحو 11 عاما ن وقد تتغير الدورة فيما بين 9 إلى 13 عام. ويصل متوسط عدد البقع الشمسية بين 0-5 في حالة عدم النشاط إلى نحو 100 بقعة أو أكثر في وقت النشاط (وصل عدد البقع الشمسية نحو 200 بقعة في نشاطها عام 1960 .
بالإضافة إلى تلك الظاهرة تحدث أنبعاثات غازية وإشعاعية غير منتظمة في هيئة انفجارات شمسية، وتغيرات في ريح شمسية وبعض الأعاصير الشمسية ووابلات من البروتونات، كما تحدث من غير انتظام نافورات غازية هائلة.
ومع أن درجة حرارة البقع الشمسية تكون أقل بنحو 1000 درجة من بقية سطح الشمس إلا أن الشمس تشع طاقة أكبر نسبيا أثناء فترة نشاطها بالمقارنة بفترة ركودها. تنتج تلك الطاقة الزائدة من المناطق الأكثر سخونة من تلك البقع الشمسية. وتؤثر البقع الشمسية على الجو والطقس على الأرض، كما تؤثر على الأقمار الصناعية، وكذلك على الأجهزة الإلكترونية على الأرض. وتؤثر البقع الشمسية على الشفق القطبي، وعلى الطبقة الجوية المتأينة (أيونوسفير)، وبالتالي تؤثر على الاتصالات اللاسلكية وإرسال الراديو والتلفزيون.

## قياس النشاط الشمسي

### عدد البقع الشمسية
منذ اكتشاف البقع الشمسية في عام 1610 بدأ الأهتمام بمشاهدتها على الدوام، وتعد تلك الظاهرة من أطول الفترات التي طبقت فيها طرق قياس علمية مستحدثة. ومن أسهل القياسات الممكن عملها هو تحديد عدد البقع الشمسية وتسجيلها:
{\displaystyle \mathrm {R} =\mathrm {k} (10\,\mathrm {g} \,+\,f)}
حيث:
k معامل يعتمد على التلسكوب المستخدم،
g عدد «مجموعات البقع»
و f عدد البقع المنفردة.
ومنذ عام 1970 بدأت مجموعة من المراصد ترصد الشمس يوميا وتعيين المساحة الكلية للبقع الشمسية. وتبين تلك الطرق المسهبة للقياس تقريبا نفس ما يأتي به الطريقة البسيطة «طريقة تعيين عدد البقع».

### شدة الإشعاع الراديوي
طريقة إضافية لقياس النشاط الشمسي هي قياس شدة الأشعة الراديوية القادمة من الشمس عند طول موجة قدرها 7و10 سنتيمتر. وتتناسب شدة هذه الأشعة مع عدد البقع الشمسية، وتعين بواسطة مراصد علم الفلك الراديوي.

## الدورات
تستغرق أوضح دورات النشاط الشمسي نحو 11 سنة وتسمى أيضا «دورة شواب» نسبة إلى مكتشفها «صمويل هانريش شواب»، العالم الفلكي الألماني. تتبع قمم النشاط الشمسي تك الدورات الزمنية وهي متغيرة في حدود بين 9 إلى 13 سنة.
استطعنا عن طريق قياس تأثير زيمان معرفة أن البقع الشمسية نتيجة لتغير المجال المغناطيسي للشمس كما نستطيع قياس قطبية المجال المغناطيسي عليه. واتضح أن القطبية المغناطيسية للبقع الشمسية تزداد من دورة لدورة في أحد نصفي الكرة الشمسية. وعلي دلك فيبدو أن هناك دورة أكبر أكبر قدرها 22 سنة، وتسمى «دورة هيل» Hale-Zyklus.
ويبدو أن هناك دورات أخرى مثل «دورة جلايسبرج» وهي تستغرق بين 80 - 90 سنة، وقد اكتشفها الفلكي الألماني أيضا «ولفجانج جلايسبرج».
وبسبب المشاكل الذي يسببه النشاط الشمسي لبعثات الفضاء عندما يزداد نشاطها فإن التوقع بحدوثها يزداد أهمية. وقد طور ولفجانج جلايسبرج طريقة لتوقعها عن طريق مقارنته عدة دورات متعاقبة للنشاط الشمسي.

## طيف النشاط الإشعاعي

الطيف الشمسي (العادي) فوق الغلاف الجوي للأرض ،و عند سطح البحر (أحمر)، (الفجوات على الأرض بسبب امتصاص الهواء لبعض الأشعة بحسب طول موجتها).

منذ عدة عشرات السنين اكتشفت فيزياء الشمس أن النشاط الشمسي يصدر طيفا للأشعة الكهرومغناطيسية مغايرا لطيف الضوء المعتاد، ومن ضمنها فيض الشمس الراديوي والذي يستخدم كمؤشر للنشاط الشمسي، ويتعلق به الشفق القطبي.
تنشأ الطاقة الضوئية للشمس من الاندماج النووي للهيدروجين حيث يندمج في قلب الشمس إلى هيليوم وتنتقل الحرارة عن طريق نيوترينوات، وانتقال الحرارة بالإشعاع، وبالحمل إلى السطح.
من تداخل تلك المؤثرات مع بعضها البعض ينتج طيفا اشعاعيا يمتد من نطاق الأشعة فوق البنفسجية إلى نطاق الضوء المرئي إلى الأشعة تحت الحمراء إلى نطاق الأشعة الراديوية. وتوجدعلى الشمس حينئذ مناطق كبيرة وصغيرة ذات درجات الحرارة مختلفة، وانبعاثات غازات، وأعاصير أشعاعية متفرقة بعضها يصدر أشعة إكس، والآخر يصدر أشعة فوق بنفسجية أو أشعة راديوية.

## غازات ساخنة، انفجارات، وشفق قطبي

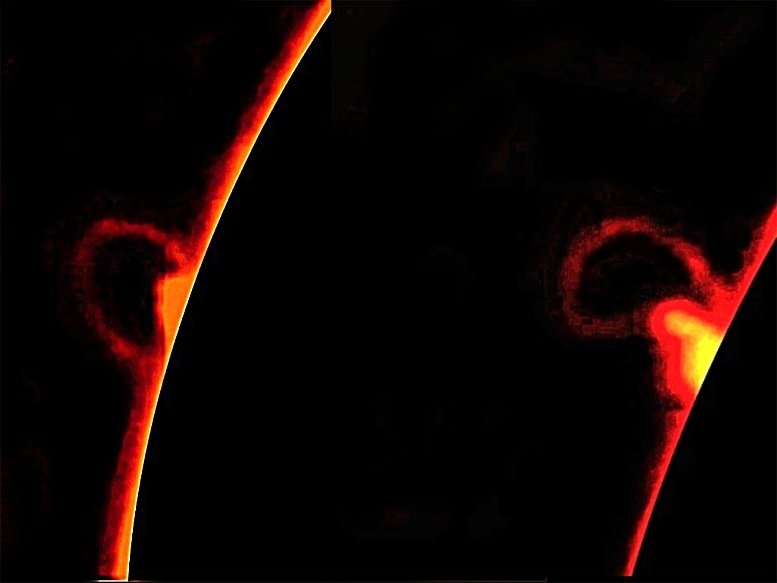
انفجارات شمسية.

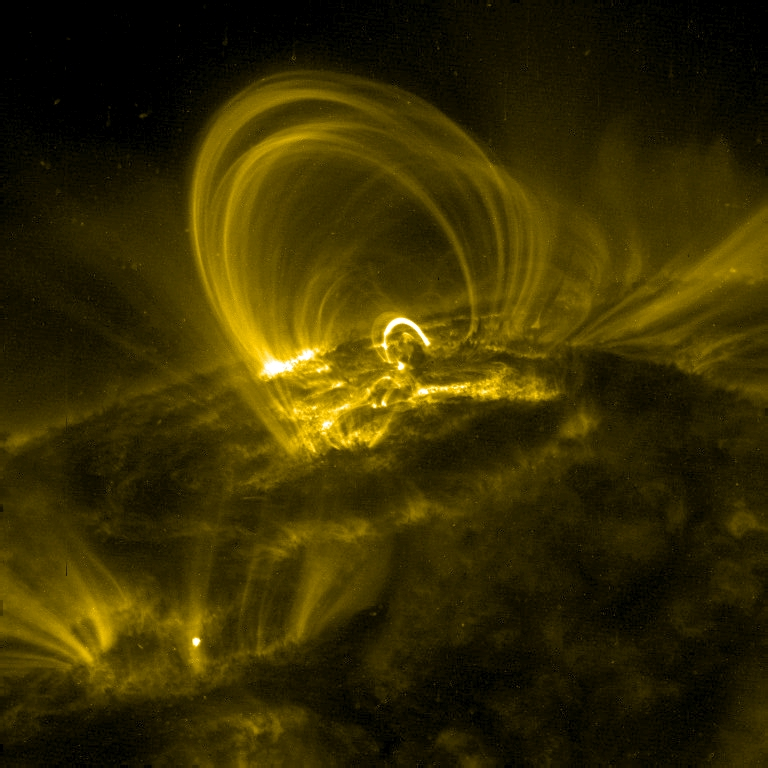
حلقات مغناطيسية على سطح الشمس.

تنشأ مجالات مغناطيسية هائلة مع البقع الشمسية الكبيرة من النوعين (Type E, Type F)، وفي أمكانها أطلاق سحب غازات ساخنة من طبقات الشمس العليا إلى الفضاء. وتكون تلك الغازات الساخنة مشحونة كهربائيا وتحدث إضطرابا عند ملاقاتها المجال المغناطيسي لكوكب الأرض، حيث تصلنا من الشمس خلال عدة أيام قليلة.
أما الانفجارات الشمسية فهي انفجارات فجائية تحدث في طبقات الشمس العليا وتستمر بين عدة دقائق إلى عدة ساعات. تنطلق خلالها أشعة غاما الشديدة، وأشعة فوق البنفسجية، واشعة راديوية. كما يصحبها جسيمات أولية ذات طاقة عالية (إلكترونات وبروتونات، وأنوية الهيليوم).

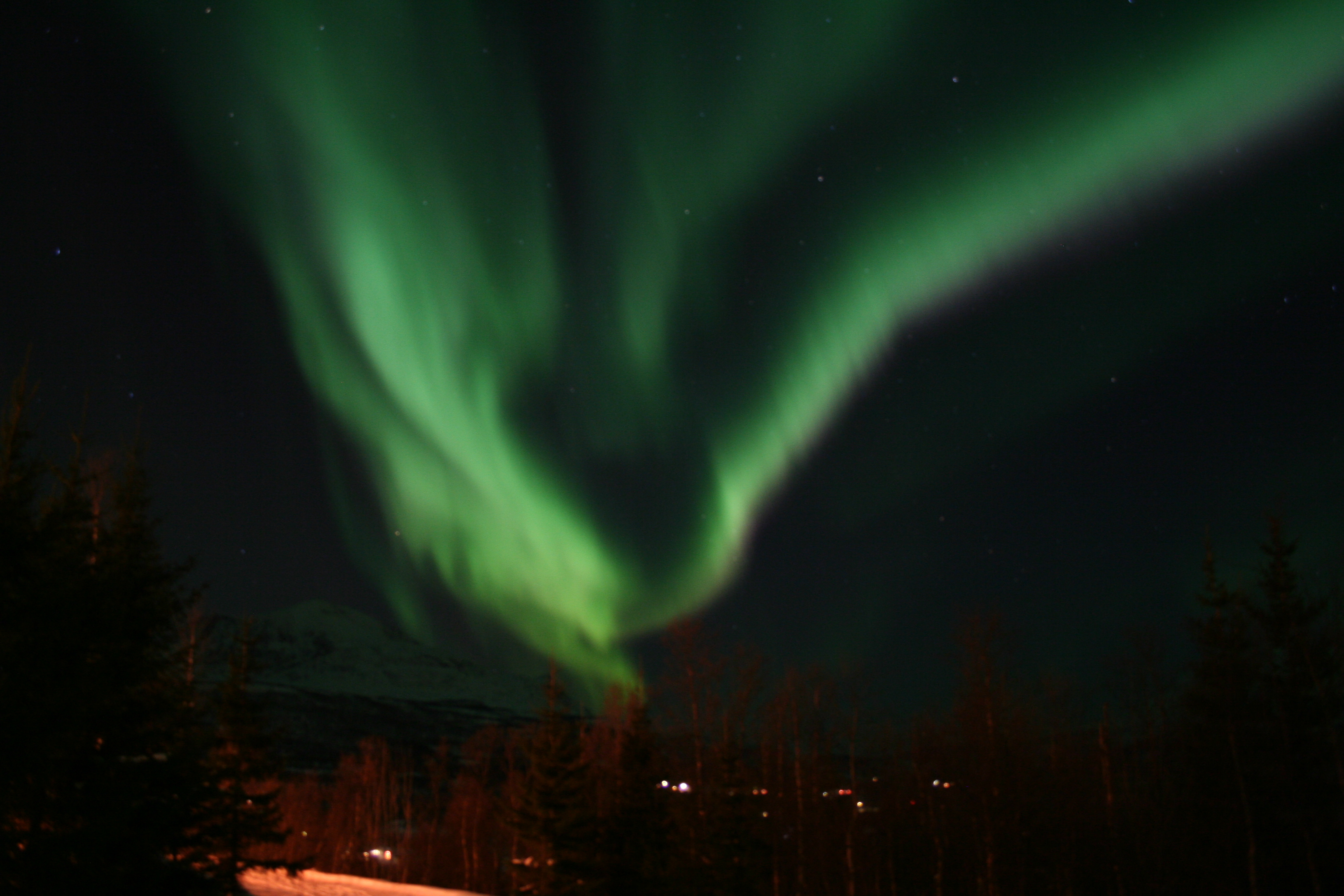
شفق قطبي كما رؤي في النرويج.

لا نشعر بزوابع مغناطيسية على الأرض بسبب الشمس، ولكن إذا حدثت أعاصير مغناطيسية شديدة على الشمس فهي تؤثر على الأقمار الصناعية وقد تفسد بعض أجهزتها، كما يمكنها أن تشوشر على الأجهزة الكهربائية وعلى الاتصالات اللاسلكية، وقد حدث ذلك في السنوات الماضية. وبينما تكون الأعاصير المغناطيسية الشديدة على الشمس لا تشكل تهديدا للحياة على الأرض، إلا أنها تؤثر على رواد الفضاء أثناء رحلاتهم الفضائية الطويلة.
وطبقا لتقريرات مركز البحوث الجغرافي في بوتسدام (ألمانيا) كان أشد إعصار مغناطيسي على الشمس خلال يومي 1 و 2 سبتمبر 1859 تسببت في تعطيل خط التلغراف المعمول جديدا في ذلك الوقت، كما أنتج شفقا قطبيا ظهر حتى في روما وهافانا. كذلك في خريف عام 2003 شوهد الشفق القطبي في جنوب ألمانيا وفي النمسا.
وتقوم مراصد الشمس برصد البقع الشمسية والانفجارات التي تحدث على سطح الشمس وكذلك مراقبة تشكيلا الهالة الشمسية. كما ترسل الأقمار الصناعية الخاصة تقوم برصد سحب الغازات الكبيرة على الشمس وتتبع الانفجارات وترسل بياناتها إلى الأرض قبل وصول تلك التأثيرات بمدة طويلة. كذلك يأمل العلماء أن يحصلوا من القمرين الصناعيين ستريو -المرسلين بالقرب من الشمس - أن يحصلوا على معلومات عم فيزياء الشمس وعن حالاتها الغير عادية.
يعتقد بعض العلماء ومن ضمنهم «أندرو دوجلاس» أن نمو الأشجار يتأثر بنشاط الشمس، ولا يزال البحث جاريا للتحقق من ذلك.

## اقرأ أيضا
- التعايش مع نجم
- تلسكوب الشمس دكيست
- فيض راديوي شمسي
- انفجار شمسي
- هالة (فضاء)
- لفظ كتلي إكليلي
- رياح شمسية
- وهج شمسي
- رذاذ متوهج
- شفق قطبي
- سوهو (مسبار شمسي)